# McBride (Columbia Britannica)
McBride è un villaggio del Canada, situato in Columbia Britannica, nel distretto regionale di Fraser-Fort George. Il villaggio si trova a 210 km (130 miglia) a sud-est di Prince George, e a 166 km (103 miglia) a ovest di Jasper, Alberta. Incorporata nel 1932, McBride si trova nella Robson Valley, circondata dalle Montagne Rocciose e dai Monti Cariboo.